# Saint-Cyprien (Corrèze)
Saint-Cyprien – miejscowość i gmina we Francji, w regionie Nowa Akwitania, w departamencie Corrèze. Nazwa miejscowości pochodzi od imienia św. Cypriana.
Według danych na rok 1990 gminę zamieszkiwały 242 osoby, a gęstość zaludnienia wynosiła 31 osób/km² (wśród 747 gmin Limousin Saint-Cyprien plasuje się na 398. miejscu pod względem liczby ludności, natomiast pod względem powierzchni na miejscu 601.).